# Alkonyat: Hajnalhasadás – 2. rész
Az Alkonyat: Hajnalhasadás – 2. rész (eredeti cím: The Twilight Saga: Breaking Dawn - Part 2, gyakori rövidítése: Breaking Dawn: Part 2) 2012-ben bemutatott amerikai romantikus fantasy film Bill Condon rendezésében. Az Alkonyat-filmsorozat utolsó része. A főszerepben Kristen Stewart, Robert Pattinson, Taylor Lautner és Mackenzie Foy látható. A mellékszerepeket Billy Burke, Peter Facinelli, Elizabeth Reaser, Kellan Lutz, Nikki Reed, Jackson Rathbone, Ashley Greene, Michael Sheen és Dakota Fanning alakítja.
A filmet 2012. november 16-án mutatták be az Amerikai Egyesült Államokban. A jegypénztáraknál sikeresen zárt: 830 millió dolláros bevételt hozott a 136 millió dolláros költségvetésével szemben, kritikai szempontból azonban már vegyesen teljesített.

## Rövid történet
Bella már vámpír, és boldogan él Edwarddal és lányukkal, Renesmee-vel. Mikor valaki azt a téves információt közli a Volturival, hogy Renesmee halhatatlan, elindulnak, hogy megöljék a gyereket.

## Szereplők
- Kristen Stewart: Bella Cullen
- Robert Pattinson: Edward Cullen
- Taylor Lautner: Jacob Black
- Mackenzie Foy: Renesmee Cullen
- Ashley Greene: Alice Cullen
- Jackson Rathbone: Jasper Hale
- Peter Facinelli: Carlisle Cullen
- Elizabeth Reaser: Esme Cullen
- Kellan Lutz: Emmett Cullen
- Nikki Reed: Rosalie Hale
- Billy Burke: Charlie Swan
- Maggie Grace: Irina
- Michael Sheen: Aro
- Jamie Campbell Bower: Caius
- Dakota Fanning: Jane
- Christopher Heyerdahl: Marcus
- Casey LaBow: Kate
- MyAnna Buring: Tanya
- Lee Pace: Garrett
- Christian Camargo: Eleazar
- Mía Maestro: Carmen
- Noel Fisher: Vladimir
- Joe Anderson: Alistair
- Cameron Bright: Alec
- Angela Sarafyan: Tia
- Rami Malek: Benjamin
- Booboo Stewart: Seth Clearwater
- Daniel Cudmore: Felix
- Judith Shekoni: Zafrina
- Charlie Bewley: Demetri
- J. D. Pardo: Nahuel
- Wendell Pierce: J. Jenks
- Julia Jones: Leah Clearwater
- Lateef Crowder: Santiago
- Andrea Powell: Sasha
- Toni Trucks: Mary
- Andrea Gabriel: Kebi
- Chaske Spencer: Sam Uley
- Marisa Quinn: Huilen
- Omar Metwally: Amun
- Valorie Curry: Charlotte
- Tracey Heggins: Senna
- Marlane Barnes: Maggie
- Guri Weinberg: Stefan
- Erik Odom: Peter
- Lisa Howard: Siobhan
- Bill Tangradi: Randall
- Patrick Brennan: Liam
- Amadou Ly: Henri
- Janelle Froehlich: Yvette
- Masami Kosaka: Toshiro

Gil Birmingham, Sarah Clarke, Michael Welch, Anna Kendrick, Christian Serratos, Justin Chon, Cam Gigandet, Edi Gathegi, Rachelle Lefevre, Kiowa Gordon, Tyson Houseman, Alex Meraz, Bronson Pelletier, Graham Greene, Tinsel Korey, Xavier Samuel, Jodelle Ferland, Bryce Dallas Howard és Carolina Virguez cameoszerepekben tűnnek fel.

## Fogadtatás
A film megosztotta a kritikusokat, ugyanakkor az előző résznél pozitívabb kritikákat kapott. A Rotten Tomatoes oldalán 49%-ot ért el 196 kritika alapján, és 5.20 pontot szerzett a tízből. A Metacritic honlapján 52 pontot szerzett a százból 31 kritika alapján. A CinemaScore oldalán átlagos minősítést kapott.
Todd McCarthy, a The Hollywood Reporter kritikusa így nyilatkozott: "Az Alkonyat-sorozat utolsó filmje pontosan azt adja a lélegzetvisszafojtva várakozó közönségnek, amit akarnak". Owen Gleiberman, az Entertainment Weekly 
kritikusa szerint "a film lsssan kezdődik, de izgalmassá válik, mert Bella és Edward együtt harcolnak a Volturi ellen". Sara Stewart, a New York Post kritikusa ezt írta: "Végre valaki vette az alapművet és nem vette olyan komolyan az egész ügyet". Justin Chang, a Variety kritikusa pozitívan értékelte Stewart színészi játékát.